# Jan Bouwman (zwemmer)
Jan Bouwman (Heemstede, 27 november 1935 – Noordwijk, 18 december 1999) was een topzwemmer uit Nederland, gespecialiseerd op de vrije slag, die namens zijn vaderland eenmaal deelnam aan de Olympische Spelen.
Bouwmans eerste en enige olympische optreden kwam in 1960, bij de Spelen van Rome, waar hij op de 100 meter vrije slag werd uitgeschakeld in de vierde serie met een tijd van 58,8 seconden. Bouwman was lid van de zwemvereniging HPC Heemstede.